# BC Nevėžis
O BC Nevėžis (lituano:Krepšinio Klubas Nevėžis) é um clube profissional de basquetebol sediado na cidade de Kėdainiai, Lituânia que atualmente disputa a Liga Lituana. Foi fundado em 1992 e manda seus jogos na Kėdainiai Arena que possui capacidade de 2.200 espectadores.

## Temporada por Temporada
| Temporada | Nível | Liga | Pos. | Pós Temporada    | Liga Báltica     | Pos.           | Copa LKF         |
| --------- | ----- | ---- | ---- | ---------------- | ---------------- | -------------- | ---------------- |
| 2000–01   | 2     | LKAL | 5    | Quartas de Final | –                | –              | –                |
| 2001–02   | 2     | LKAL | 1    | Promovido        | –                | –              | –                |
| 2002–03   | 1     | LKL  | 10   | –                | –                | –              | –                |
| 2003–04   | 1     | LKL  | 7    | Quartas de Final | –                | –              | –                |
| 2004–05   | 1     | LKL  | 6    | Quartas de Final | Challenge Cup    | 1              | –                |
| 2005–06   | 1     | LKL  | 4    | Semifinalista    | Elite Division   | 4              | –                |
| 2006–07   | 1     | LKL  | 5    | Quartas de Final | Elite Division   | 10             | Terceira Fase    |
| 2007–08   | 1     | LKL  | 6    | Quartas de Final | Challenge Cup    | 1              | –                |
| 2008–09   | 1     | LKL  | 5    | Quartas de Final | Elite Division   | 10             | Quartas de Final |
| 2009–10   | 1     | LKL  | 12   | –                | Elite Division   | 10             | Quarta fase      |
| 2010–11   | 1     | LKL  | 9    | –                | Elite Division   | 8              | Terceira Fase    |
| 2011–12   | 1     | LKL  | 7    | –                | Elite Division   | 7              | Terceira fase    |
| 2012–13   | 1     | LKL  | 8    | Quartas de Final | Regular season   | Regular season | Semifinalista    |
| 2013–14   | 1     | LKL  | 8    | Quartas de Final | Quartas de Final |                | Primeira Fase    |
| 2014–15   | 1     | LKL  | 10   | –                | Group stage      | Group stage    | –                |

## Jogadores Notáveis

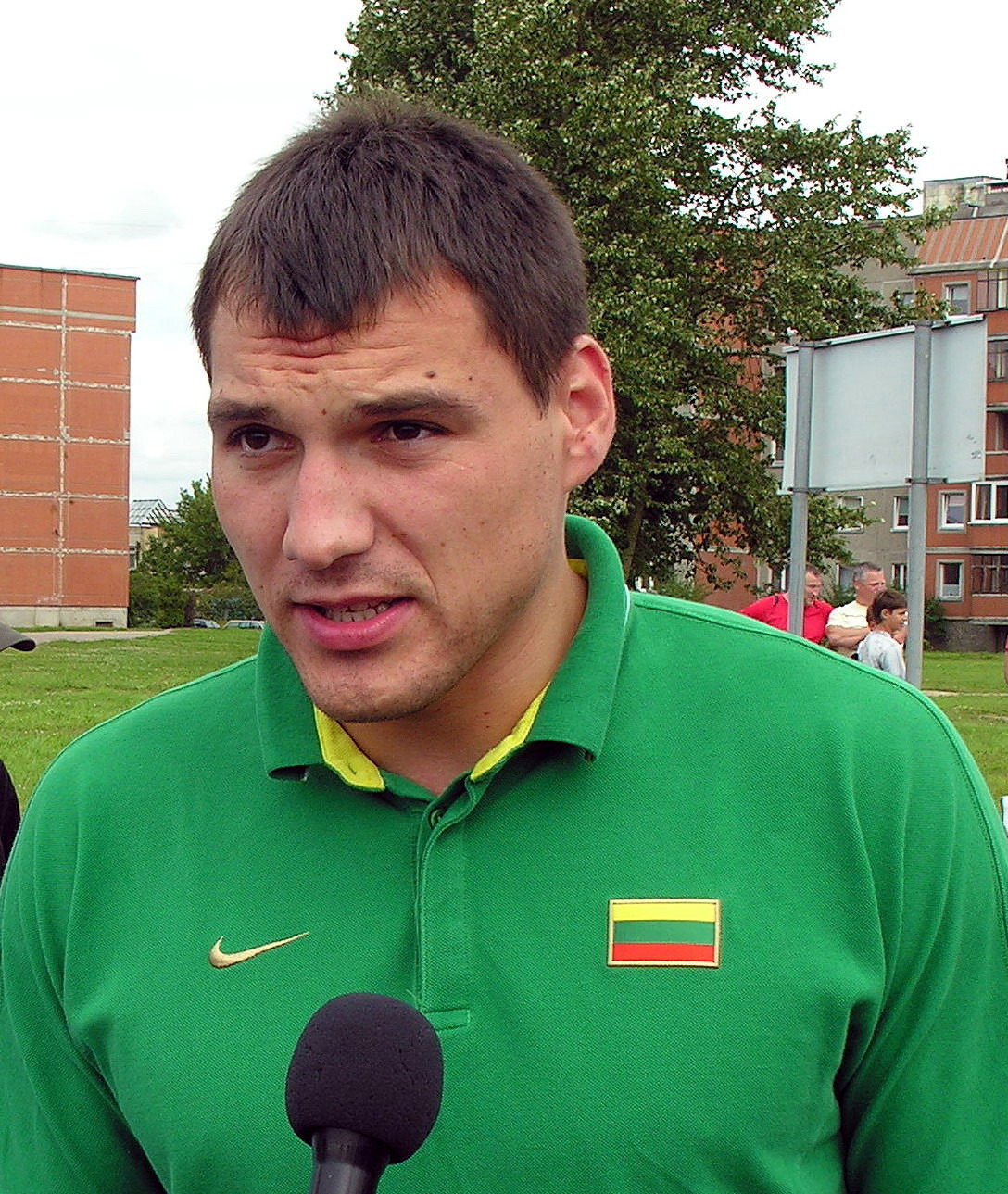
Jonas Mačiulis foi o líder do Nevėžis na temporada 04–05.

- Jonas Mačiulis
- Simonas Serapinas
- Marius Janišius
- Darius Šilinskis
- Benas Veikalas
- Vilmantas Dilys
- Vidas Ginevičius
- Oleksandr Kolchenko